# FS E428 sorozat
Az FS E428 sorozat az Olasz Vasutak egyik 2-Bo-Bo-2 tengelyelrendezésű villamosmozdony-sorozata a volt. 1934 és 1943 között gyártotta a Breda, az Ansaldo, az Officine Reggiane és a Fiat-Marelli. Összesen 242 készült a mozdonyból. 1988-ban vonták ki a forgalomból a sorozatot.